# Peter Hofstee

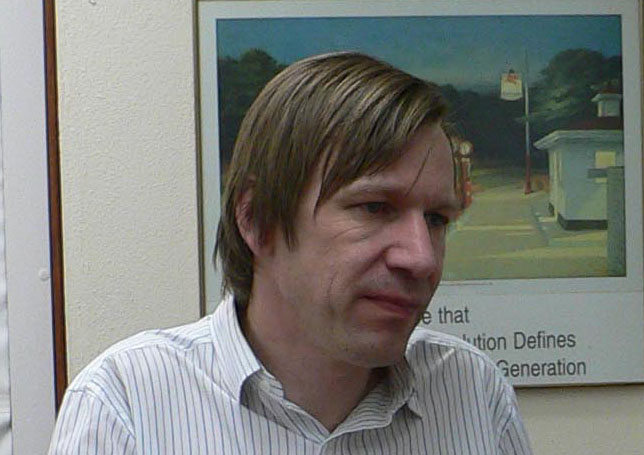
Peter Hofstee, jefe del proyecto que desarrolló el microprocesador Cell BE.
Foto tomada en la Universidad de Delaware el 25 de abril de 2007.

Hans Peter Hofstee, destacado investigador estadounidense de origen neerlandés.

## Biografía
H. Peter Hofstee nació en Países Bajos, y recibió su doctorado en física teórica en la Universidad de Groningen (en neerlandés Rijksuniversiteit Groningen), en 1988. En 1994 por su parte, obtuvo su PhD en el Instituto de Tecnología de California (en inglés Caltech), luego de lo cual estuvo vinculado por dos años a los ambientes universitarios y académicos.
Hofstee se integró en 1996 en el Laboratorio de Investigación de Austin de la IBM, en Texas, donde trabajó en la tecnología CMOS así como en otros nuevos diseños de microprocesadores. A mediados de los años 2000, pasó a trabajar en el desarrollo del microprocesador Cell (en inglés Cell Broadband Engine), que fue la unidad central de procesamiento del PlayStation 3, y al que luego se le encontraron cantidad de otras aplicaciones. Este investigador de primera línea es considerado el padre de la arquitectura SPE (en inglés Synergistic Processor Element) del microprocesador Cell.
Hofstee produjo más de treinta patentes relativas al citado desarrollo tecnológico, y tiene aún más de sesenta patentes en curso.